# Amerikai függetlenségi háború
Az amerikai függetlenségi háború a brit fennhatóság alá tartozó tizenhárom észak-amerikai gyarmat háborúja volt Nagy-Britannia ellen. A gyarmatok népességét megosztotta a konfliktus, és míg a patrióták a gyarmatok függetlenedését támogatták, addig a lojalisták továbbra is hűek maradtak az angol királyhoz. A gyarmatok kezdetben nem is függetlenedni kívántak, hanem a számukra kedvezőtlen rendeletek, adók visszavonását követelték. A háború kitörésének számos oka volt, a folyamat már a hétéves háborút lezáró 1763-as párizsi békeszerződés idején megkezdődött, 1775-ben fegyveres szakaszába lépett, és 1783-ban a párizsi békekötéssel zárult, ahol Nagy-Britannia elismerte az Amerikai Egyesült Államok szuverenitását.
Amint Nagy-Britannia megnyerte a Franciaországgal vívott hétéves háborút (1756–1763), hozzáfogott, hogy érvényt szerezzen korábban hozott, ám eddig be nem tartott törvényeinek és ahhoz, hogy a háború alatt felgyülemlett államadósság egy részét az amerikai gyarmatokra hárítsa.
Az 1770-es évekre a felszínre kerültek az ellentétek az anyaország és a gyarmatok között. A bostoni teadélután (1773) után a gyarmatok képviselői 1774-ben megalapították az első kontinentális kongresszust. A britek további csapatokat küldtek Amerikába, hogy megfékezzék az elégedetlenkedőket.
A háború kezdetét a lexingtoni összecsapás jelentette 1775. április 19-én. 1775-ben a gyarmatok megalapították a második kontinentális kongresszust, megalakították a kontinentális hadsereget, és 1776. július 4-én aláírták az Egyesült Államok függetlenségi nyilatkozatát.
A konfliktus során Nagy-Britannia versenytársai támogatást nyújtottak a gyarmatoknak, kezdetben titokban, majd nyíltan is. Franciaország 1778-ban, a jelentős saratogai (1777) amerikai győzelem után kötött hivatalos szövetséget az Egyesült Államokkal. Spanyolország és Hollandia is háborúba lépett Nagy-Britannia ellen.
A harcokban az angol hadsereg kihasználta tengeri fölényét, számos parti várost tudott így megszállva tartani, ám viszonylag kis szárazföldi haderejük nem volt képes nagyobb területeket uralma alá vonni. Az amerikai forradalmárok nagyjából 20 ezer főnyi reguláris haderőt tudtak maguk mögött, amelyeket azonban nem sikerült teljes értékű katonai erővé kialakítani, mivel fegyverzete mindig is hiányos volt és a képzettségben is elmaradt. A reguláris brit haderő (mintegy 45 ezer fő) a nyílt csatákban erősebbnek bizonyult, ám nem volt olyan hatásos számára kedvezőtlen terepen, ahol sokszor ügyesen mozogtak az irreguláris amerikai erők, amelyek száma meghaladta a regulárisokét. A nagy távolságok miatt utánpótlási problémákkal is szembe kellett nézniük. A briteket több kisebb német állam támogatta, amelyekhez az angol királyi családot rokoni szálak fűztek. Legnagyobb létszámban Hannover és Hessen küldött segédcsapatokat Amerikába, míg a többi német állam apróbb egységeket. Ezeket, mint az angol hadsereg német zsoldosait ismeri a történelem, de valójában e német államok kvázi hadviselő felek voltak az amerikaiak ellen.
A francia segítséggel aratott győzelem a Chesapeake-öböl fölött megteremtette a lehetőségét annak, hogy a gyarmatok hadereje döntő győzelmet arasson Yorktownnál, amely a Lord Cornwallis vezette brit hadsereg fegyverletételéhez vezetett 1781-ben.
A háború az 1783-ban aláírt párizsi békeszerződéssel zárult le („francia szerződés”), megszületett az Amerikai Egyesült Államok. Anglia spanyol, francia és holland ellenfeleivel szemben az úgynevezett versailles-i békeszerződésekben egyezett meg.

## Előzmények – „Az amerikai forradalom”
Az amerikai függetlenségi háború csak a hadi cselekményekre vonatkozik, a történetírás arra folyamatra, melynek során a gyarmatok elnyerték függetlenségüket és megalapították az Amerikai Egyesült Államot, inkább mint az amerikai forradalomra (American Revolution) hivatkoznak.

### A tizenhárom gyarmat

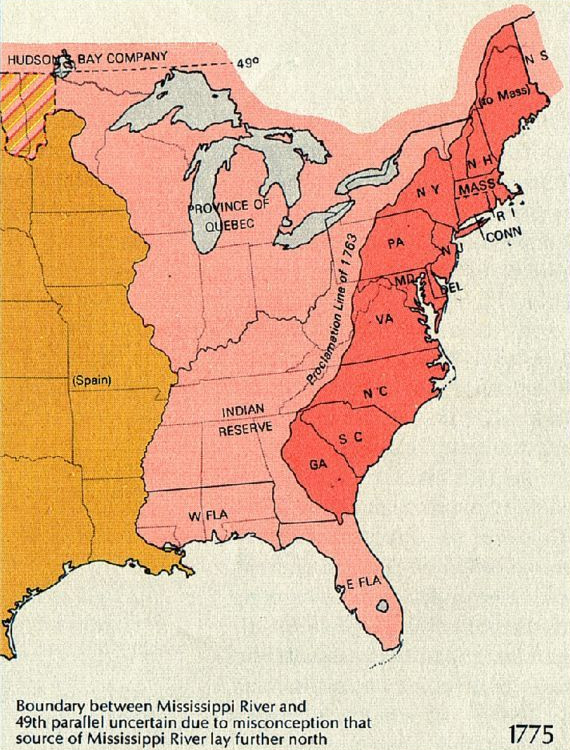
A háború előtti tizenhárom gyarmat területe (pirossal jelölve)

A brit gyarmatok a király nevében külön-külön kormányzók irányítása alatt álltak, és az anyaország parlamentjének törvényei természetesen itt is kötelezőek voltak. A kormányzó mellett 12 fős tanács állt, amely végrehajtó szerv feladatait látta el (majd a törvényhozás felsőházának szerepét is) - tagjait a király nevezte ki.
A gyarmatok törvényhozását a törvényhozó gyűlés (Assembly) gyakorolta. Tagjait választották, de nem biztosított valós képviseletet, mivel a szavazójog vagyoni feltételekhez volt kötve (a lakosság átlagosan 10%-a rendelkezett szavazójoggal). Jogkörébe volt a pénzügyi kérdések (költségvetés), adókivetés, katonai feladatok stb.
Az eredeti tizenhárom gyarmat (Az egy pontba sorolt gyarmatok akkoriban nem voltak külön államok, de ma már azok):
- New Hampshire
- Massachusetts
- Rhode Island
- Connecticut
- New York és Vermont
- New Jersey
- Pennsylvania
- Delaware
- Maryland
- Virginia és Kentucky
- Észak-Karolina és Tennessee
- Dél-Karolina
- Georgia

### Törvények
A Nagy-Britannia által hozott intézkedések gyakran jelentős és esetenként széles körű felháborodást keltettek a gyarmati lakosság körében. Az anyaország termékeinek kedvezően korlátozták a kereskedelmet, mint a melasz- és cukortörvény (magas vámilletékkel terhelték a desztillálóipar nyersanyagát - a csempészés rendkívül magas volt), bélyegtörvény (illeték jogi, kereskedelmi ügyleteken, nyomtatványokon, újságokon), vámtörvény, teatörvény. Megnövelték a gyarmatokon állomásozó katonaság létszámát, melynek elszállásolására és ellátására kötelezték a kolóniákat.
Különböző szerveződések alakultak az intézkedések elleni fellépésre: Szabadság Fiai (Sons of Liberty), behozatalellenes mozgalom (nonimportation movement). A gyarmatok sikereket is értek el, egyes intézkedések többé-kevésbé visszavonták. Törekvésük volt, hogy beleszólást szerezzenek a rájuk kivetett adónemekbe, de a király iránt továbbra hűek kívántak maradni.
Az utcákon tüntetések zajlottak, melyeket a helyőrségek folyamatosan jelentettek Londonnak. 1770-re újabb brit katonákat kellett behívni, hogy fenn tudják tartani a rendet. A kaotikus körülmények miatt a helyiek és a katonák közti feszültség kiéleződött. Ennek eredménye lett az 1770. március 5-i bostoni sortűz, vagy bostoni mészárlás, ahol öt amerikai halt meg, és több mint egy tucat megsebesült.
A folyamatos zavargások miatt a townsendi törvényeket eltörölték, a tea kivételével, melynek adóját, az angol parlament adókivetési jogát demonstrálandó, továbbra is fenntartották. A Szabadság Fiai ismét akcióba lendült, és megszervezte az 1773. december 16-i bostoni teadélutánt. Ezt az eseményt tekintik a függetlenségi háború közvetlen előzményének.

### Eszmék

#### Liberalizmus
John Locke liberalista eszméi nagyban befolyásolták a politikai gondolatokat a forradalom mögött. Ő mondta ki, hogy az emberek természetes joga az, hogy megdöntsék vezetőik hatalmát, ha azok a vezetők elárulják az (angol) emberek történelmi jogait.
Locke 1660-ban a Two Tracts on Government című írásában fejti ki az állam kialakulásáról és működéséről szóló érveit: az államformát az határozza meg, hogy a közösség kinek (kiknek) a kezébe teszi le a hatalmat. A fentiek alapján különböztethető meg egymástól a demokrácia, az oligarchia és a monarchia. Locke tipológiája tehát az arisztotelészi osztályozást követi annyiban, amennyiben a hatalom gyakorlóinak személye alapján csoportosít.
Az államforma demokrácia, ha a ”többség kezében van a közösség egész hatalma azok felett, akik először egyesülnek társadalommá és ezért a többség használhatja ezt a hatalmat arra, hogy időről időre törvényeket hozzon a közösség számára…” Az oligarchia abban különbözik a demokráciától, hogy itt néhány kiválasztott ember jut hatalomhoz – általában nem választás útján –, s ez a hatalom öröklődik utódaira.
Végül a monarchia utópikus jegye, hogy a közösség egy embernek adja át a hatalmat, amely örökletes monarchiává lesz, amennyiben egy ember és örökösei birtokolják; választott monarchiává pedig akkor, ha a közösségre száll vissza a monarchia választásának joga annak halála után.

### Politikai csoportok

#### Patrióták
Az amerikai függetlenségi háború során a függetlenség mellett harcolókat patriótának, whigeknek vagy forradalmiaknak nevezték. (A patriot angol szó hazafit jelent.) A patrióta terminus a háborút megelőzően is használt volt, az American Patriot Party tagjait jelölendő. A patrióták különféle társadalmi rétegekből kerültek ki, filozófiai nézeteik is különböztek. Eltérő becslések láttak napvilágot a patrióták számáról, létszámukat a társadalom 30-40%-ra teszik.

#### Lojalisták
A patriótákkal szemben lojalistáknak, tory-nak nevezik azokat az amerikaiakat, akik hűségesek maradtak Nagy-Britanniához és az angol koronához. A háború során a patrióták sikeresen elnyomták a lojalista tevékenységeket, így fegyvert a lojalisták csak akkor tudtak ragadni, ha brit erők voltak a közelben. A háború során és után több lojalista emigrált, kis százalékuk később visszatért. Az akkori amerikai társadalom 15-20%-ra becsülik a lojalisták számát.

#### Semlegesek
A társadalom maradék része (kb. 30%-uk) a háború végéig semleges maradt.

## A háború

### Bostoni hadjárat – 1774–1776

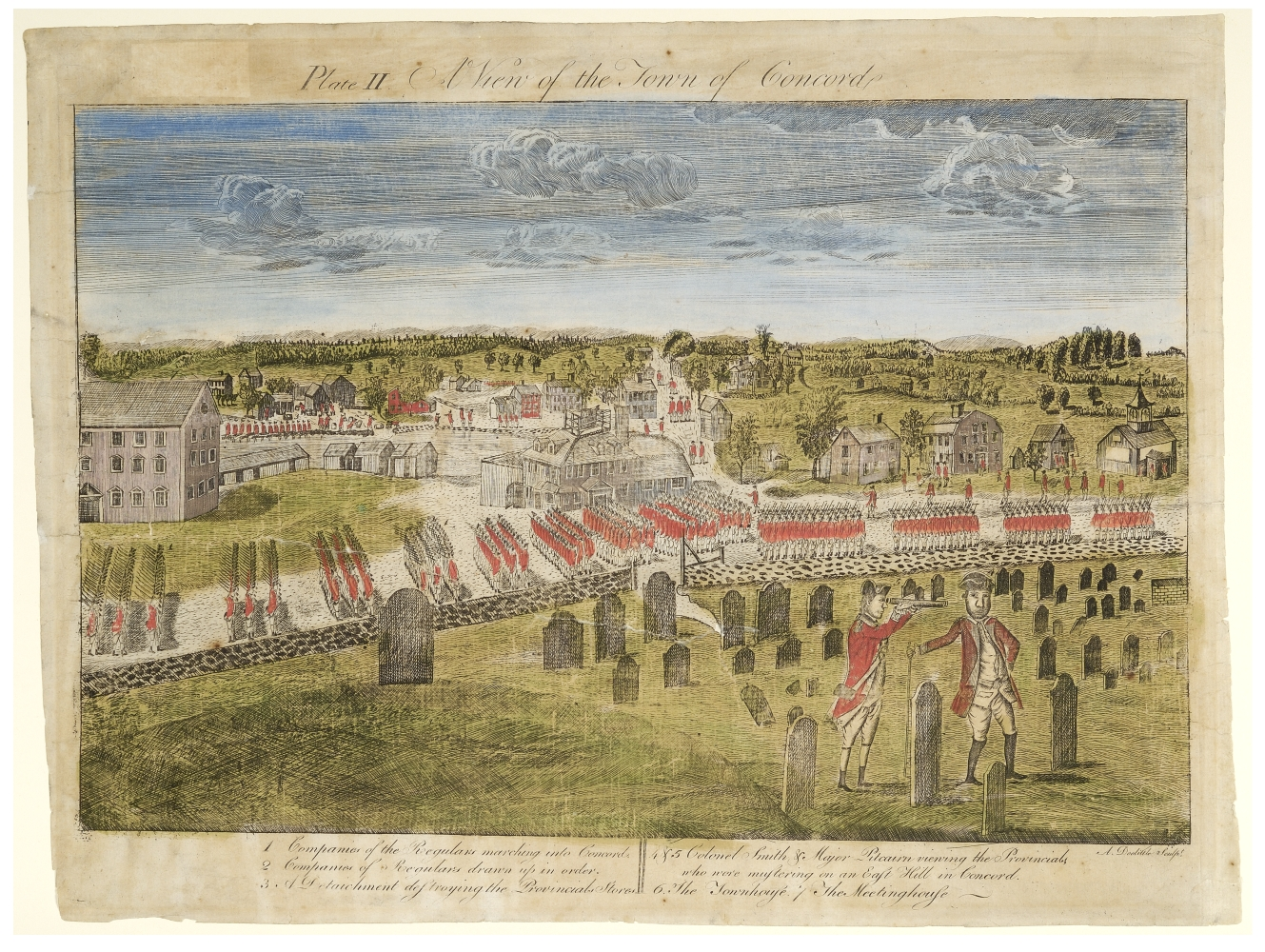
A brit sereg Concordban

1775. április 19-re virradó hajnalban Thomas Gage tábornok 700 embere, Francis Smith ezredes vezetésével indult el Lexington és Concord felé. Kettős céljuk volt: a lázadók concordi hadi készleteinek elkobzása, illetve John Hancock, és Samuel Adams letartóztatása. A sereg közeledtére amerikai hírnökök fellármázták a környéket, egybegyűlt a lexingtoni milícia. Sokan még fegyver nélkül voltak, ők elindultak fegyvereikért, így összesen 39 ember állt csatasorban a brit sereggel szemben, a patrióta Parker kapitánnyal együtt. Kevés és ellentmondásos adat van arról, mi történt azután, hogy a két sereg találkozott. Állítólag mindkét csapat vezetője kiadta parancsba, hogy senki ne tüzeljen, de valaki mégis lőtt, majd a keletkezett zűrzavarban eldördült egy sortűz is: 8 amerikai meghalt, a többiek elmenekültek, a másik oldalon egy angol katona sérült meg könnyebben.

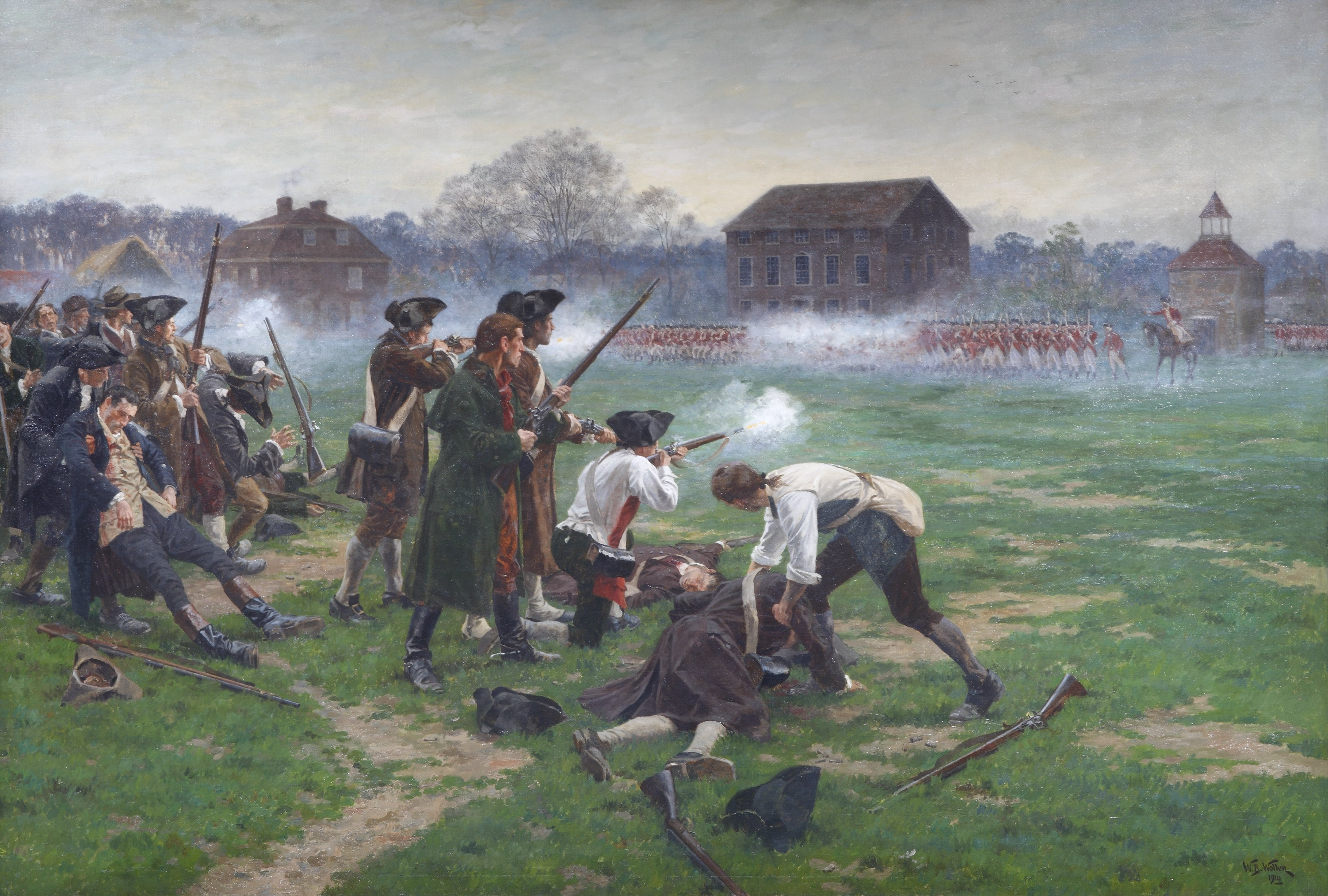
A lexingtoni csata

A brit csapatok tovább indultak Concord felé, de ekkorra már fegyverben állt a vidék. Az amerikaiak a várost feladták, ám ahogy észrevették, hogy füst száll fel a városból – az angolok elpusztítottak 60 hordó lisztet, 500 font súlyú puskaport, eltüzelték az előre elkészített ágyútalpakat –, a farmerek megindultak a város felé. Buttrick őrnagy, az önkéntesek vezetője – nem tudván a lexingtoni eseményekről – parancsba adta embereinek, hogy ne tüzeljenek, míg az angolok nem tüzelnek. A seregek egy hídnál csaptak össze, az angolok visszahúzódtak. A brit katonák nehezen sorakoztak fel újra menetoszlopba, mert az amerikaiak minden irányból, sövények, kőfalak takarásából tüzeltek. Az angol sereg nem tudta felvenni a harcot ezzel a harcmodorral, odaveszett volna a 700 főnyi sereg, ha nem jön Lord Percy három ezreddel és egy tengerészzászlóaljjal felmentőként. A népi harcmodor jól bevált, de az amerikaiak tapasztalatlansága is meglátszott: a visszavonuló angol csapatokat könnyen csapdába ejthették volna, ha úttorlaszt emelnek, ehelyett a szárnyakon zaklatták őket.
Az angolok vesztesége 73 halott, 174 súlyos sebesült, 26 fogoly; a négyezerre becsült amerikai sereg vesztesége összesen 93 fő volt, és a sereg nem széledt szét a csata után sem. 
Massachusetts törvényhozása április 23-án Artemas Wardot nevezte ki főparancsnoknak, és elrendelte egy 13 600 főnyi sereg toborzását. Több gyarmat segítséget ajánlott. Kirobbant a függetlenségi háború.
Boston ostroma alatt a hazafiak bekerítették a bostoni brit erőket. A tengerentúlról három tábornok érkezett, akiknek fő feladata Boston megerősítése lett. A három tábornok William Howe, John Burgoyne és Henry Clinton volt.
A Bunker Hill-i csatában a britek győzedelmeskedtek, de veszteségeik miatt erősítésre volt szükségük, hogy folytathassák a támadásaikat. Gage tábornokot ekkor William Howe váltotta fel a főparancsnoki poszton.

### Kanadai hadjárat 1775–1776
A Ticonderoga kikötőjében vívott csata során az amerikai hadsereg jelentős nehéztüzérséget zsákmányolt, 1776 márciusában. Ezek az ágyúk végül Bostonba kerültek át, amely várost a britek végül feladni kényszerültek az amerikai túlerő miatt.

### New York és New Jersey 1776–1777
A függetlenségi nyilatkozat kikiáltása előtt, 1776 márciusában Howe elhagyta Bostont, ezer királyhűvel és seregével elvitorlázott a kanadai Halifaxba, erősítésre várva. Belátható, hogy ezzel Howe hibát vétett, mert bár távozása érthető (amerikaiak Ticonderoga 16 nehéz ágyúját a dorchesteri magaslatokra állították, ahonnan az egész várost belőhették, és Boston körül így is tízezres hadsereg táborozott), taktikailag sokkal kevésbé kifogásolható lépés lett volna délre hajózni, és elfoglalni New Yorkot, melyet nem védett katonai erő. A nagyváros nemcsak lakossága miatt volt kívánatos célpont, de fontos szerepet töltött be stratégiailag is: jelentős kikötője volt, és őrizte a Hudson vízi utat. Július 2-án meg is jelent New York alatt, 10 000 embert küldött Staten Islandre, majd várt. Tíz nappal később testvére, Richard Howe flottája is megérkezett, sorhajók és szállítóhajók, immár 32 000 brit és hesseni várakozott Staten Islanden. Howe a békeköveti tisztségét is gyakorolta a hadműveletek előtt, ám Washington kijelentette, Amerika nem éri be amnesztia ígéretekkel. Howe zavartalanul áthajóztatott 20 000 gyalogost és 40 ágyút Long Islandre, a tengeri fölény itt is megmutatkozott. A csata reménytelen volt az amerikaiak számára: hadseregük mint 1:2-höz arányult a britekéhez, a felszerelésbeli és képzettségbeli különbséget nem is nézve. Július 27-re virradó éjjel Howe egyetlen átkaroló mozdulattal megnyerte a Long Island-i csatát: az amerikai seregnek nem volt balszárnya. Az amerikaiak teljes vereséget szenvedtek. Mégsem tekinthető annak, mert Howe serege megállt a brooklyni magaslatok előtt, ugyanis a Bunker Hill-i csata képe kísértette. 29-ről 30-ra virradó reggel Washington seregének maradványait áthajózta New York városába.
William Howe, miután megszállta a brooklyni magaslatokat, 25 napig nem indított támadást. Az ok az volt, hogy úgy hitte, döntő csapást mért a lázadókra, így tárgyalásra invitálta az amerikaiakat, újból gyakorolván békeköveti tisztségét. Szeptember 6-án meg is érkezett három tekintélyes követ Howe táborába, ám a tárgyalás nem hozott eredményt. Washington seregeinek állása tarthatatlan volt, Manhattan félszigetén bármikor elvághatták volna a visszavonulás útját. Ennek megfelelően Washington tizenötezerre olvadt seregét szeptember 12-én északabbra mozdította, s végül a harlemi magaslatokon táborozott le. A visszavonulást nem tervezték el gondosan, ugyanis Howe csapatokat rakott ki az amerikai sereg mögé, csaknem elvágva a sereg egy részének útját. Howe a továbbiakban sem sietett el semmit, katonáival néhány magaslatot elfoglalt, de jelentősebb hadműveleteket nem folytatott. Északról Carleton közeledett, Benedict Arnold állta útját. Bár a csatákban sorra a britek győzedelmeskedtek, a késleltetés miatt visszafordultak a tél elől.
A Staten Island-i csatával bebizonyosodott, az angol sereg erősebb nyílt ütközetekben. Ezt felismervén az amerikaiak kerülték az ilyen ütközeteket, inkább oldott, gyorsan mozgatható lövészrajokban az erdők fedezete alól harcoltak. Több rajtaütést is sikerrel hajtottak így végre. December 26-án Washington ismét átkelt a Delaware folyón, lecsapott a Trentonban pihenő hesseniekre. A meglepett csapatból harminc elesett, míg közel ezer fogolyként amerikai kézre kerül. A tábornok visszatért a pennsylvaniai oldalra, ám négy nap múlva újra visszatért. New Yorkból Cornwallis tábornok masírozott elő, ám nem sikerült csatát kierőszakolnia. Másnap azonban az amerikaiak újra megleptek egy angol hadoszlopot Princetonnál. Cornwallis óvatosan visszahúzódott utánpótlási vonalainak védelmére. Washington január 6-án tábort vert New Jersey északi szögletében, Morristownnál.

### Saratoga – 1777
Burgoyne június közepén indult meg Kanadából, a nehéz hadifelszerelésekkel nehézkesen mozogott a sereg. Július 6-án az amerikaiak harc nélkül feladták Ticonderogát. A brit sereg ahelyett, hogy a George-tavon folytatta volna útját, az erdőn keresztül haladt, igen lassan, mert az amerikaiak fatörzsekkel torlaszolták el az erdei ösvényeket. Előbb Philip Schuyler majd Horatio Gates fékezte Burgoyne előrenyomulását. Burgoyne már se előre, se hátra nem mozdulhatott, ugyanis Gates hatalmas sáncokat emelt Saratoga előtt. Burgoyne - élelmiszere fogytán - Bennington ellen küldte seregének egy részét, élelmiszer zsákmánylás céljából. Serege vereséget szenvedett, ugyanígy a Freeman farmi csatában is, és a Bemis Heights-i csatában is alulmaradt. Miután az utolsó remény is szertefoszlott azzal, hogy Henry Clinton visszafordult New Yorkból, Burgoyne október 13-án fegyverszünetet kért, majd kapitulált.
A győzelem a háború fordulópontját jelenti, XVI. Lajos nyíltan elismerte az Egyesült Államokat. Lord North kész volt visszavonni minden adót, de a parlament nem hozott gyors döntést az ügyben. A békeküldöttek későn érkeztek meg Philadelphiába, a kongresszus már ratifikálta a francia szerződéseket, és kitört a háború Anglia és Franciaország között.
Washington serege a télen egyre apadt, nem rendelkeztek megfelelő ruházattal, ellátással, sokan dezertáltak. Howe könnyedén szétverhette volna az amerikai sereget, a tábornok azonban nem mozdult ki a városból. Májusban haza is rendelték, Clinton tábornok került a helyébe. Amerikai oldalon intrikák okoztak problémát, Horatio Gates a főparancsnoki posztra vágyott, Washingtont megrágalmazták.
Vary St. Leger serege szintén júliusban indult meg Oswegóból. Az út harmadát sem tették meg, mikor a Fort Stanwix erőd kemény ellenállást tanúsított. Nikalaus Herkimer felmentőserege, illetve Benedict Arnold serege felszabadította Fort Stanwix erődjét. Augusztus végén St. Leger visszavonult Kanadába.

### Philadelphiai hadjárat – 1777–1778
Howe azonban elhatározta, hogy előbb délre vitorlázik, elfoglalja Philadelphiát és szétveri Washington 5 ezer főre olvadt seregét, majd még időben visszatér (azon nyáron vagy kora őszön). A terv időzítése azonban nem sikerült, Howe értékes heteket pazarolt el azzal, hogy csapataival New Jersey-ben próbálta előcsalni Washingtont. Ennek nem lett eredménye, Washington a kontinentális csapatai egy részét északra küldte, hogy állják el Burgoyne útját. Howe végül elindult július 23-án, augusztus 25-én érkezett meg a Cheaspeake-öbölbe. Washington felvette a harcot, szeptember 11-én a Brandwyne folyónál vereséget szenvedett. Középen a hesseniek támadtak egy gázlón keresztül, melyet az amerikaiak hevesen védelmeztek, de közben a jobbszárnyon átkaroló mozdulat indult meg. Az amerikai csapatokat Nathaniel Greene óvta meg a teljes felbomlástól. 1000 sebesült és halott amerikai oldalon, míg 576 brit oldalon. Szeptember 21-én az angol seregek meglepetésszerűen rajtaütöttek az alvó amerikai milícián, 53 halott, 130 sebesült és 70 fogoly. Szeptember 26-án Howe bevonult Philadelphiába. Október 4-én Washington rátámadt Germantownnál táborozó csapatokon, ám a sűrű ködben az amerikaiak egymásra lőttek, összezavarodtak, a csata dicstelen futássá alacsonyodott. Két hét múlva érkezett meg a hír: Burgoyne serege megadta magát Saratoga előtt, ez a háború fordulópontja.

### Déli hadjárat – 1775–1782
Négyesztendei harc következett, mely alatt az angolok taktikát váltottak. Északon jóformán nem mozdultak, ám tengeri fölényüket kihasználva délre indultak. 1778. december 29-én rajtaütéssel elfoglalták Savannah kikötőjét. A zseniális hadmozdulat után sok angol tábornok jelentette ki: "Irány Charles Town, a győzelem ott van valahol a város mögött!". John Paul francia támaszpontról elfoglalta Whithaven kikötőjét, nyugtalanítvaa az angol hajókat Skócia és Írország partjainál. Amerikában, délen 1779-ben angol kézre került Georgia parti sávja, 1780-ban Clinton hosszú ostrommal bevette Charlestont, 5000 foglyot ejt. Clinton New Yorkba vitorlázott, átadván helyét Cornwallis tábornoknak. Dél-Karolinában és Georgiában jelentős számú angol szimpatizáns volt, de hazafiak gerillacsoportjai tettek az angolok fosztogatásai ellen.
Az angolokat békekötésre kényszeríthette volna II. Katalin cárnő diplomáciai lépése, mely megalapította a Fegyveres Semlegesség Ligáját. Megfenyegette a fegyverviselő feleket, védelmezte az orosz tengeri kereskedelmet. Csatlakozott a ligához Dánia, Svédország, Németalföld, Poroszország, Portugália, Ausztria, Nápoly.

### Yorktown – 1781
Az angolok azonban tovább harcoltak, és Horatio Gatest nevezték ki a déli hadszíntér parancsnokának. Augusztusban súlyos vereséget szenvedett Camdennél, Dél-Karolinában. Cornwallis vékony csíkban megszállta Észak-Karolinát. A toryk felbátorodtak, 1100 angolpárti tanyázott a King's Mouintain nevezetű hegyen. Kilencszáz vadnyugati puskás rohamozta meg őket, patrióták. 28 embert veszítettek, de lefegyverezték-megölték az egész sereget. Cornwallis télen nem tett jelentős hadmozdulatokat, Washington pedig Nathaniel Greene tábornokot nevezte ki Gates helyére. Benedict Arnold árulása sokkolta az amerikaiakat, ám ezt ellensúlyozták Greene sikerei, például a Cowpensi győzelem. Cornwallis Wilmingtonig vonult vissza, itt a flotta védelmében felfrissítette készleteit. Elindult Virginia ellen, Yorktownban ütött tábort. Az amerikaiak és franciák összehangoltan cselekedtek. Mivel Washington belátta, hogy New Yorkot nem tudják bevenni, kidolgozta a Virginiai hadjárat tervét. A britek megosztott flottáját de Grasse francia hadvezér elűzte, övé lett a Chesapeake-öböl feletti uralom. Washington átkelt a Delaware folyón, szeptember 25-én 17 000 francia és amerikai táborozott a yorktowni sáncokkal szemben, Két angol tengernagy útját De Grasse elállta. Október 17-ig volt ágyútűz alatt Yorktown, miután pedig meghiúsult az átkelés a szemközti félszigetre, Lord Cornwallis kapitulált.
A csata után nem voltak jelentősebb hadmozdulatok szárazföldön, bár a britek továbbra is megszállva tartották New Yorkot, Savannah-t és Charlestont. A háború főleg a tengereken folyt tovább, és végül a brit kereskedők nyomására a brit parlament a háború befejezése mellett döntött.

### A nemzetközi háború – 1778–1783
1778-ban az amerikai konfliktus nemzetközivé vált, nemcsak Európára, hanem a gyarmatokra is átterjedve, főként Indiára. Franciaország a saratogai győzelem után, 1778. február 6-án kötött szövetséget az Egyesült Államokkal. Spanyolország Franciaország szövetségeseként (A Bourbon családi egyezmény miatt) lépett be a háborúba 1779 júniusában. Azonban Franciaországgal ellentétben Spanyolország kezdetben nem ismerte el az Egyesült Államok függetlenségét – Spanyolországnak nem volt érdeke a többi gyarmat függetlenségre buzdítása. Mindkét ország a háború kezdete óta nyújtott titokban segítséget az Egyesült Államoknak a brit hatalom gyengítése céljából. Ugyanígy titokban segített Hollandia is, csak 1780 végén került nyílt háborúba.
Londonban III. György feladta a reményt, hogy leigázza az összes amerikai gyarmatot, hiszen már egy európai háborúra is figyelmet kellett fordítania. „Nevetséges lenne Pennsylvania megtartására még csak gondolni is.” - mondta. Nem volt remény Új-Anglia visszaszerzésére, de a király elhatározta, hogy soha nem ismeri el az amerikaiak függetlenségét, és a háború határozatlan ideig való elnyújtásával bünteti ellenszegülésüket [8]. Tervei szerint összesen 30 000 katona állomásozott volna New York államban, Rhode Island-en, Kanadában és Floridában, más erők a franciákat és spanyolokat támadták volna az Antillákon. A király az amerikaiak büntetése céljából ágyúztatta volna kikötőiket, felégettette volna városaikat, őslakosokat tüzelt volna a határszéli települések megtámadására. Ezek a műveletek a király szerint a lázadókat „gyötörve, gondterhelten és szegényen tartanák, mindaddig a napig, míg egy természetes és elkerülhetetlen folyamat során az elégedetlenség és csalódottság bűnbánatot és bűntudatot nem alakítana ki”, mely visszatérítené a lázadókat királyuk fennhatósága alá.

## A párizsi és a versailles-i békeszerződések

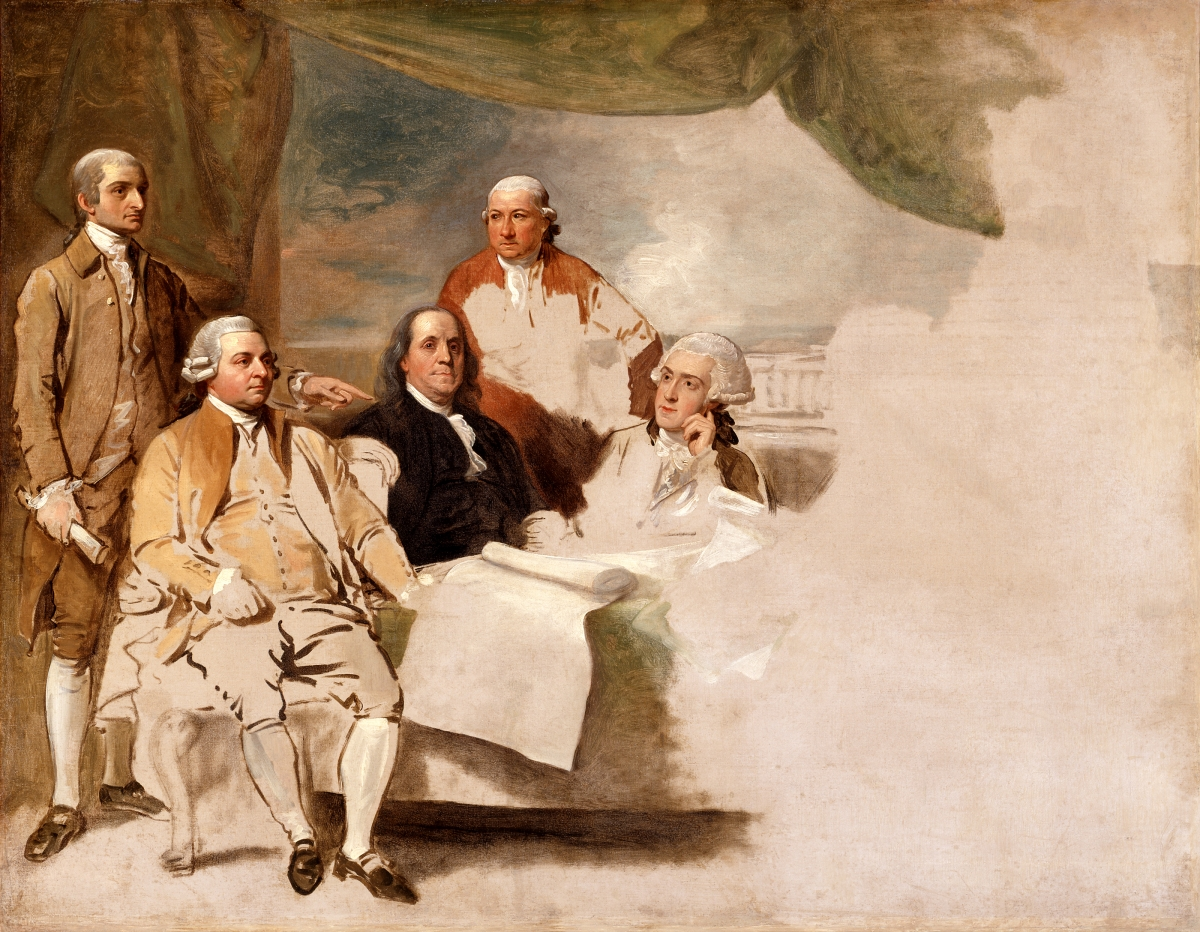
A párizsi béke aláírói balról jobbra: John Jay, John Adams, Benjamin Franklin, Henry Laurens, William Temple Franklin

1782-ben a nyugati hadjáratban a Blue Licks-i csata brit győzelmet hozott, de a yorktowni brit vereség miatt ez nem változtatott a háború kimenetelén.
A brit alsóház úgy döntött, hogy a háborút nincs értelme folytatni, és 1782. november 30-án a felek Párizsban előzetes békét kötöttek.
A végleges békeszerződéseket 1783. szeptember 3-án írták alá Párizsban és Versailles-ban.

## Következmények
Az amerikai függetlenségi háború folyamán nagyjából 6800 amerikai patrióta esett el. Az Egyesült Államok fő szövetségese, Franciaország körülbelül 7000 embert vesztett a konfliktusban.